# كيم توماس
كيم توماس (بالإنجليزية: Kim Susannah Thomas)‏ هي مجدفة بريطانية، ولدت في 10 أكتوبر 1967 في واندزورث في المملكة المتحدة.

## وصلات خارجية
- كيم توماس على موقع الاتحاد الدولي للتجديف (الإنجليزية)
- كيم توماس على موقع أوليمبيديا (الإنجليزية)
- كيم توماس على موقع اللجنة الأولمبية البريطانية (الإنجليزية)